# Autorité administrative indépendante
Pour les articles homonymes, voir Autorité (homonymie) et AAI.
Une autorité administrative indépendante (AAI ; quango en anglais pour « quasi non-governmental organisation ») est un organisme étatique plus ou moins indépendant du pouvoir exécutif. C'est donc une forme spécifique des organisations administratives, qui bénéficient d'un plus large degré d'autonomie à l'égard du politique que l'administration classique. Les AAI ont souvent un pouvoir de sanction ou de réglementation, ce qui en fait des organismes quasi-juridictionnels. Pour cette raison, on parle aussi d'« autorités régulatrices », au sens anglais du terme regulation = réglementation. La détermination exacte de ce qui constitue une AAI ou non demeure floue en l'absence de critères généraux, la plupart de ces agences ayant été créées de façon ad hoc pour répondre pragmatiquement à certains types de problèmes. Au-delà de leurs différences et d'une diversité des noms portés par ces agences, toutes se caractérisent toutefois par cette indépendance relative, ou autonomie, vis-à-vis du gouvernement. Ce modèle original administratif s'est particulièrement développé depuis les années 1970 dans la plupart des démocraties libérales, bien que certaines soient bien plus anciennes.
Le terme d'AAI est utilisé par le législateur de façon explicite en France depuis la création de la CNIL (Commission nationale informatique et libertés) en 1978, mais recouvre d'autres organisations plus ou moins similaires.
L'Italie utilise la même expression qu'en France (Autorità amministrativa indipendente), laquelle inclut par exemple la Commissione nazionale per le società e la Borsa (Consob, instituée en 1974), la Commission de surveillance des fonds de pension (it) (Covip, instituée en 1993), etc. L'Allemagne, l'Espagne (par exemple le Consello da Cultura Galega (es) présidé par Ramón Villares) ou encore l'Inde (TRAI (en) ou Telecommunications Regulatory Authority of India) connaissent des organismes similaires. Enfin, par effet de mimétisme, on assiste à la réception de telles institutions dans l'ordre juridique interne de la plupart des pays du Tiers-Monde à l'image de l'Algérie où la formule a été essentiellement calquée à partir du droit français. L'équivalent des AAI aux États-Unis sont les agences indépendantes ou regulatory agencies (en) ou independant regulatory commissions (en) telles que l'Interstate Commerce Commission (ICC), créée en 1887, ou la Food and Drug Administration (FDA). Au Royaume-Uni, en Irlande ou en Australie on parle de quangos (quasi non-governmental organisation ou « organisation quasi-non gouvernementale »).

## En Algérie
On recense près d’une vingtaine d'autorités administratives indépendantes dont la création s’étale entre 1990 et 2015. Dans le domaine économique et financier, on peut citer:
- la Commission d'organisation et de surveillance des opérations de bourse,
- le Conseil de la monnaie et du crédit,
- la Commission bancaire,
- l'Autorité de régulation de la poste et des communications électroniques,
- l'Agence nationale du patrimoine minier,
- l'Agence nationale de la géologie et du contrôle minier,
- la Commission de supervision des assurances,
- la Commission de régulation de l'électricité et du gaz,
- l'Autorité de régulation des transports,
- le Conseil de la concurrence,
- l'Autorité de régulation des services publics de l'eau,
- L'Autorité de régulation des hydrocarbures,
- l'Agence nationale des produits pharmaceutiques à usage de la médecine humaine,
- l'Autorité de régulation des marchés publics et des délégations de services publics.

Par ailleurs, deux autorités de régulation ont été instituées dans le domaine de la protection des droits des citoyens : il s’agit de :
- l'Autorité de régulation de la presse écrite[2] et de l'Autorité de régulation de l'audiovisuel[3].

Enfin, le même type d’organes a été institué en dehors du champ économique et financier : dans le domaine de la moralisation de la vie publique et de la transparence financière de la vie politique, le législateur a initié la création de
- l'Organe national de prévention et de lutte contre la corruption ;

La même démarche a été adoptée dans le domaine de la lutte contre le blanchiment d’argent avec la création de la Cellule de traitement du renseignement financier ; c’est également le cas en matière de signature et de certification électroniques avec l’institution de :
- l’Autorité nationale de certification électronique
ou encore dans le domaine de la lutte contre les infractions liées aux technologies de l’information et de la communication avec l'institution de
- l'Organe national de prévention et de lutte contre les infractions liées aux technologies de l’information et de la communication.

Chargées d’une mission de régulation des secteurs placés sous leur autorité, les autorités administratives indépendantes brouillent les catégories classiques du droit administratif : leur spécificité réside d'abord dans leur indépendance. Elles ne sont en effet soumises ni à un pouvoir hiérarchique, ni à un contrôle de tutelle, même si en pratique certaines sont placées « auprès d’un ministre », à l’image du Conseil de la concurrence ou encore du premier ministre à l’instar de l’Autorité nationale de certification électronique. La seconde spécificité de ces organes réside dans leur composition collégiale qui les distingue notamment des établissements publics (exception faite de l'Agence nationale des produits pharmaceutiques à usage de la médecine humaine). En outre, l'autorité administrative indépendante n'est pas un organe de gestion mais de contrôle, de supervision, d'"arbitrage" ou de réglementation. Par ailleurs, certaines cumulent des attributions multiples parmi lesquelles on relève le pouvoir réglementaire, le pouvoir d'autorisation, le pouvoir de sanction ainsi qu'un pouvoir de règlement des différends entre opérateurs. Contrairement à leurs homologues françaises, la plupart des autorités administratives indépendantes sont dotées de la personnalité morale. Seules trois d’entre elles en sont dépourvues : il s’agit de la Commission de supervision des assurances, du Conseil de la monnaie et du crédit et de la Commission bancaire. Enfin, on constate une innovation par rapport au droit français en ce que le législateur a initié la création d'une nouvelle catégorie d'autorités de régulation qui échappent à l’application des règles de droit public pour être soumises au droit commun : il s’agit des autorités commerciales indépendantes instituées dans le secteur minier et celui des hydrocarbures : Agence nationale des activités minières, Agence du service géologique de l’Algérie, Agence nationale de contrôle et de régulation des activités dans le domaine des hydrocarbures, Agence nationale pour la valorisation des ressources en hydrocarbures.

## En Allemagne
L'Allemagne dispose de 189 « autorités administratives autonomes ».

## En Autriche
L'Autriche dispose de Chambres administratives indépendantes (Unabhängiger Verwaltungssenat (de)) depuis la loi constitutionnelle de 1988, qui sont des autorités administratives indépendantes, ayant des compétences juridictionnelles pour trancher les différends entre les particuliers et l'administration, mais n'étant pas de véritables tribunaux administratifs. Elles jouissent d'une indépendance fonctionnelle (pas de contrôle hiérarchique de ses membres) et organiques (garanties statutaires, par exemple non révocabilité du mandat). Leurs décisions sont soumises au contrôle de la Cour administrative et de la Cour constitutionnelle. L'indépendance est toutefois limitée en raison de la nomination des membres par les gouvernements des Landers. Ces chambres indépendantes sont donc à mi-chemin entre autorités administratives et juridictions.

## En Belgique
- Autorité des services et marchés financiers : contrôle des marchés et protection du consommateur.
- Banque nationale de Belgique : contrôle prudentiel des banques et assurances.

## En Espagne
Connu sous le nom de Organismo autonomo ce groupe inclut parmi d'autres l'Agencia Estatal de Meteorología, Instituto Nacional de Estadística et le Centro Nacional de Inteligencia.

## Aux États-Unis
Certains, tels Michel Gentot (conseiller d'État et ex-président de la CADA ainsi que de la CNIL) considèrent que seules 8 agences indépendantes des États-Unis (dont la Federal Communications Commission et l'Agence de protection de l'environnement) peuvent être réellement qualifiées d'AAI.

## En France
Selon le Conseil d’État français, les autorités administratives indépendantes sont des « organismes administratifs qui agissent au nom de l'État et disposent d'un réel pouvoir, sans pour autant relever de l'autorité du gouvernement ». La France en aurait une cinquantaine.
La notion d'AAI apparaît en 1978 avec la création de la CNIL, puis en 1984 avec la jurisprudence du Conseil constitutionnel qui s'en sert pour désigner la Haute Autorité de la communication audiovisuelle.
On parle aussi d'autorités de régulation, explicitement ou implicitement, en raison du mode de fonctionnement adopté. Certains organismes portent ainsi ce nom, par exemple l'Autorité de régulation des communications électroniques et des postes (ARCEP), l’Autorité des marchés financiers (AMF), qui est une « autorité publique indépendante » dotée de la personnalité morale, et non une AAI, ou la Commission de régulation de l'énergie (CRE).

## En Italie
En Italie, le terme d'autorità amministrativa indipendente a été utilisé la première fois, de façon explicite, en 1984, par la Commission Piga (it). Tout comme en France, les AAI italiennes forment une anomalie par rapport au modèle traditionnel de l'administration, dit modèle cavourien. Elles ne dépendent pas d'un ministère et sont formées pour surveiller et contrôler des secteurs spécifiques et délicats, qui ne sont pas administrés de façon directe par le gouvernement. De même qu'en France, les attributions des AAI italiennes sont diverses, l'indépendance relative qui les caractérise étant le seul point commun.
Les agences suivantes sont considérées comme des AAI :
- Commissione nazionale per le società e la Borsa
- Istituto per la Vigilanza sulle Assicurazioni Private
- Commissione di Garanzia dell'Attuazione della Legge sullo Sciopero nei Servizi Pubblici Essenziali
- Autorità Garante della Concorrenza e del Mercato (autorité de concurrence)
- Commissione di Vigilanza sui Fondi Pensione
- Autorità per l'Energia Elettrica e il Gas
- Garante per la Protezione dei Dati Personali (équivalent de la CNIL)
- Autorità per le Garanzie nelle Comunicazioni
- Autorità per la Vigilanza sui Contratti Pubblici di Lavori, Servizi e Forniture

## Au Maroc
Le Maroc dispose d'une Haute Autorité de la communication audiovisuelle (HACA), construite sur le modèle du CSA français.
L'Agence nationale des ports (ANP), communément appelée autorité portuaire, a été créée par la loi 15-02 ; sa tutelle technique est assurée par le Ministère de l’Équipement et du Transport et elle a pour missions :
- D’assurer le développement, la maintenance et la modernisation des ports nationaux ;
- De veiller à l’optimisation de l’utilisation de l’outil portuaire par l’amélioration de la compétitivité des ports, la simplification des procédures et des modes d’organisation et de fonctionnement ;
- De veiller au libre jeu de la concurrence dans l’exploitation des activités portuaires ;
- D’arrêter la liste des activités à exploiter et le nombre d’autorisations et de concessions à accorder dans chaque port ;
- D’exercer le contrôle de l’application des dispositions de la loi 15-02 et des textes pris pour son application ;
- De veiller aux règles de sécurité, d’exploitation, et de gestion portuaires prévues par la législation et la réglementation en vigueur.

Elle exerce en outre toute activité d’exploitation portuaire n’ayant pu être confiée, dans les conditions fixées par les articles 12 et 17 de la Loi 15-02, à un concessionnaire ou à un permissionnaire dans un port donné.
L’Agence peut également se voir confier par l’État ou par des personnes morales de droit public, la maîtrise d’ouvrage déléguée pour la réalisation en leur nom et pour leur compte, de nouvelles infrastructures portuaires ou de grosses réparations de ces infrastructures.

## En Norvège
Les organismes indépendants sont très anciens en Norvège, mais ne sont désignés comme AAI que par la doctrine.

## Aux Pays-Bas
Près de 200 organismes correspondent aux AAI, notion introduite par la doctrine (Zelfstandig bestuursorgaan).

## Au Royaume-Uni
Le Royaume-Uni connaît plusieurs types d'agences indépendantes, qui sont très nombreuses (plusieurs centaines au total):
- les quangos (quasi non-governmental organisation ou « organisation quasi-non gouvernementale »), qui incluent par exemple la Press Complaints Commission, l'Office of Communications (Ofcom) ou la Water Services Regulation Authority (en) (Ofwat). Certains quangos ressemblent toutefois aussi à des établissements publics (dotés de personnalité morale), mais, à la différence de ces derniers, ne dépendent pas de la tutelle du Ministère des Finances ou de l'administration[5].
- les non-departmental public bodies qui incluent la BBC, la chaîne de télévision S4C, le Committee on Standards in Public Life (en), l'Independent Police Complaints Commission ou encore l'Equality and Human Rights Commission (en) ;
- les Non-ministerial government department (l'Office de régulation du rail, etc.). Ces derniers sont des ministères qui ne dépendent pas de l'exécutif et ne sont pas dirigés par un ministre, mais répondent directement devant la législature. Ce ne sont donc pas vraiment des AAI, à la différence des non-departmental public bodies.

Le Parliamentary and Health Service Ombudsman (en) n'est pas une AAI, puisqu'il dépend du Parlement, bien qu'il bénéficie d'une certaine autonomie.

## En Suisse
En Suisse, on peut citer l'Institut fédéral de la propriété intellectuelle et l'Autorité de contrôle des médicaments.

## En Turquie
La Turquie a créé plusieurs agences régulatrices indépendantes depuis les années 1980-1990, qui forment elles aussi une exception au caractère centralisateur de l'État kémaliste. Il n'y a pas de cadre législatif ni de jurisprudence suffisante qui encadrent leur existence. On peut citer :
- l'autorité de concurrence (Rekabet Kurumu (tr), créée par une loi de 1994) ;
- le Conseil de surveillance et de réglementation bancaire (tr) (BBDK), qui dispose de pouvoirs de sanction[9] ;
- le Fonds d'assurance des dépôts d'épargne (TMSF) en matière bancaire et financière (assureur, administrateur provisoire et liquidateur)[9] ;
- l'autorité des marchés financiers ;
- le Conseil suprême de la radio et de la télévision ;
- l'autorité des télécommunications, etc.

## Dans l'Union européenne
Sur le plan communautaire, il n'y a que le médiateur européen, créé en 1994, qui peut être qualifié d'AAI. On peut citer toutefois l'existence du Contrôleur européen de la protection des données, du G29 qui rassemble les différentes autorités de protection des données personnelles, ou l'Agence des droits fondamentaux de l'Union européenne.